# Nikolaos Pananos
Grigorios Polychronidis (29 de marzo de 1968) es un deportista griego que compitió en bochas adaptadas. Ganó dos medallas en los Juegos Paralímpicos de Verano, oro en Londres 2012 y bronce en Río de Janeiro 2016.

## Palmarés internacional
| Juegos Paralímpicos | Juegos Paralímpicos     | Juegos Paralímpicos | Juegos Paralímpicos |
| Año                 | Lugar                   | Medalla             | Prueba              |
| ------------------- | ----------------------- | ------------------- | ------------------- |
| 2012                | Londres (Reino Unido)   | Medalla de oro      | Dobles BC3 mixto    |
| 2016                | Río de Janeiro (Brasil) | Medalla de bronce   | Dobles BC3 mixto    |